# Knäuel (Textil)

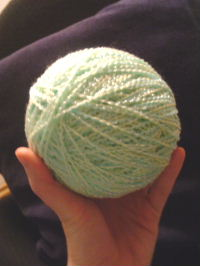
Handgewickelter Knäuel

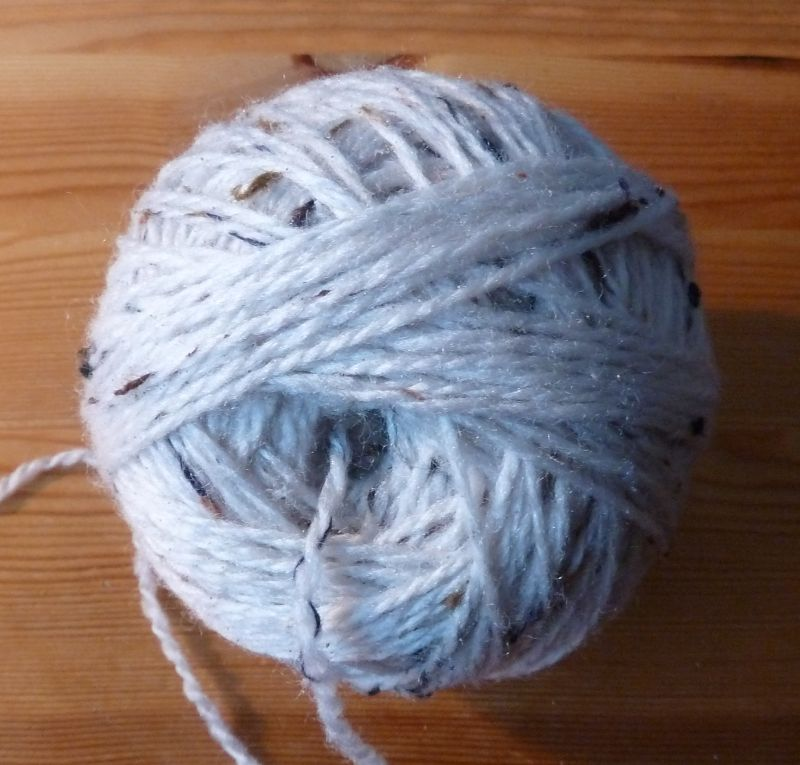
Handgewickeltes Knäuel, bei dem der Faden aus der Mitte entnommen wird

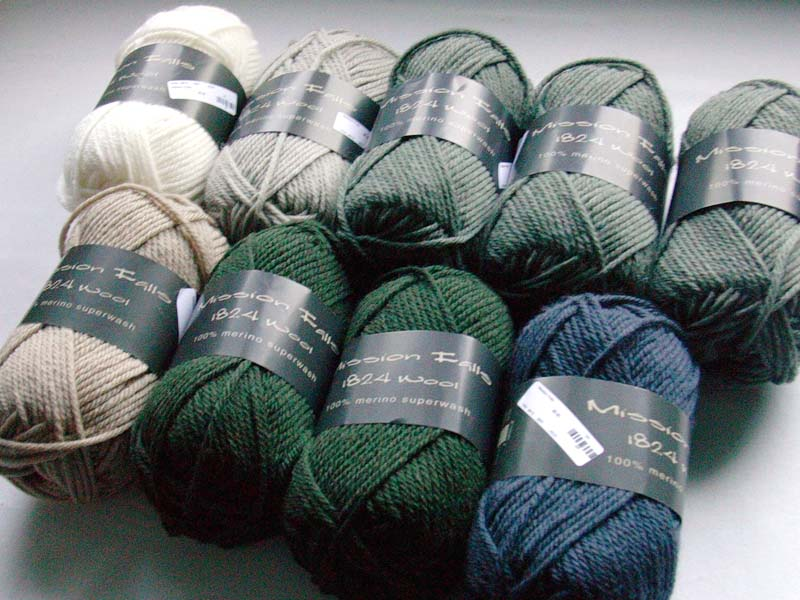
Maschinell gewickelte Knäuel von Strickgarn

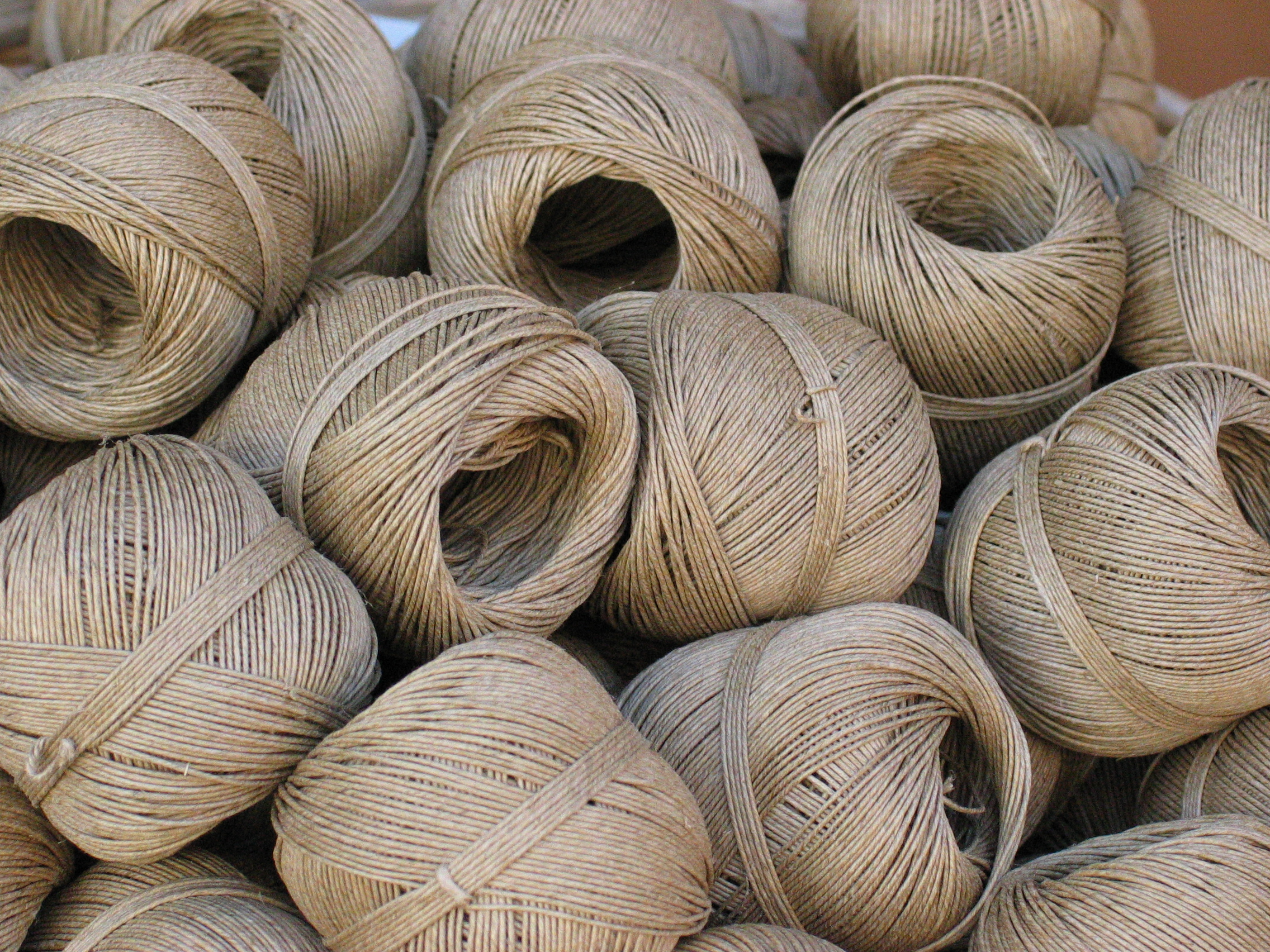
Maschinell gewickelte Bindfadenknäuel

Ein Knäuel besteht aus einer begrenzten Länge von Garn, das in Form einer Kugel, eines Zylinders oder eines Ellipsoids aufgewickelt wurde.
Das Aufknäueln dient der geordneten Verwahrung und der Handhabung eines Fadens und sichert ihn bis zum weiteren Gebrauch vor dem Verwirren und Verknoten. Er ist neben dem Strang und der Spule (Rolle) eine der Handelsformen für Garn. Im Gegensatz zum Strang ist von einem Knäuel nur die äußere Schicht sichtbar, also die zuletzt aufgewickelten Meter des Fadens.

## Verwendung
Üblicherweise gelangen Strick- und Häkelgarne aus Wolle, Kunstfasergemischen und Baumwolle in Knäuelform in den Handel, ebenso Bindfaden und Paketschnur. Leinen- und Seiden-Garn eignen sich schlecht zur Aufmachung in Knäueln, weil die äußeren Windungen aufgrund der Steifheit bzw. Glätte dieser Fasern zu leicht abrutschen.
Knäuel weisen meist eine maximale Größe von etwa 10 cm * 15 cm auf. Die Länge des darin verwahrten Fadens hängt von dessen Lauflänge ab und schwankt zwischen 50 m und mehreren hundert Metern. Üblicherweise werden Knäuel nach Gewicht verkauft.
Die maschinelle Knäuelwicklung ordnet bei jeder neuen Wicklung den Faden neben der Lage der vorherigen Wicklung an, indem der Wickeldorn, um den das Garn gewunden wird, um seine Achse taumelt. Mechanische Knäuelwickler sind auch für den Hausgebrauch erhältlich. Nach Abschluss des Wickelvorgangs wird der fertige Knäuel vom Kern abgezogen. Insbesondere bei dünnem Garn wird das zylindrische Loch, das dabei entsteht, zur Stabilisierung mit einem Pappstreifen ausgekleidet, um den Knäuel zu stabilisieren; die Grenze zwischen Spule und Knäuel verschwimmt in solchen Fallen.
Bei Handaufwicklung entsteht der Knäuel entweder über dem Daumen oder mit einem zu einer kleinen Docke zusammengelegten Anfangsstück als Kern. Es muss auch hier darauf geachtet werden, dass die Fadenwicklungen zueinander versetzt gelegt werden, allerdings geschieht das eher grob verkreuzt. Wahlweise kann man ein Handknäuel auch dergestalt wickeln, dass sich das Garn von innen entnehmen lässt, dann ist der Faden lockerer. Dieses Knäuel bleibt formstabiler als ein handelsübliches maschinell gewickeltes Knäuel und rollt während des Abwickelns nicht davon.
Im skandinavischen Raum ist ein leicht konischer, hölzerner Wickeldorn mit Handgriff als Hilfsmittel verbreitet, der Nostepinne genannt wird.

## Geschichte

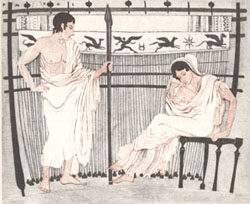
Schussfäden zu Knäueln gewickelt und auf Stöckchen gesteckt als Vorrat oben auf dem Gewichtswebstuhl, Vasenbild von Penelope und Telemach

Vor der Einführung der Spule (Rolle) und des Weberschiffchens in Europa wurde beim Weben mit dem Gewichtswebstuhl der Knäuel eingesetzt, um den Schussfaden einzutragen.

Ein Wunderknäuel ist ein Wollknäuel, in das kleine Überraschungen und Süßigkeiten eingewickelt sind, die während des Strickens allmählich freigewickelt werden. Im 19. Jahrhundert wurde im deutschsprachigen Raum mit Wunderknäueln vor allem Mädchen das Stricken nähergebracht.

## Im übertragenen Sinne
„Knäuel“ bedeutet auch ein mehrfach in sich verschlungenes oder verknotetes Seil, oder ein falsch aufgezogener Wollknäuel.
„Knäuel“ wird auch verwendet für Verwirrung und Durcheinander. „Ein Knäuel im Kopf“ bedeutet, verworrene Gedanken haben. „Ein Knäuel entwirren“ bedeutet, verworrene Gedanken entwirren.